# Huérguina
Huérgina ist eine zentralspanische Gemeinde (municipio) mit 44 Einwohnern (Stand: 2024) im Osten der Provinz Cuenca in der Autonomen Region Kastilien-La Mancha. 

## Lage und Klima
Huérgina liegt auf der Westseite des Iberischen Gebirges in einer Höhe von ca. 1110 m. Die Provinzhauptstadt Cuenca befindet sich gut 38 Kilometer (Fahrtstrecke) westlich. Das Klima im Winter ist gemäßigt, im Sommer dagegen warm bis heiß. Regen fällt das ganze Jahr über.

## Bevölkerungsentwicklung
| Jahr      | 1970 | 1981 | 1991 | 2001 | 2011 | 2021 |
| Einwohner | 155  | 107  | 91   | 115  | 53   | 53   |

## Sehenswürdigkeiten

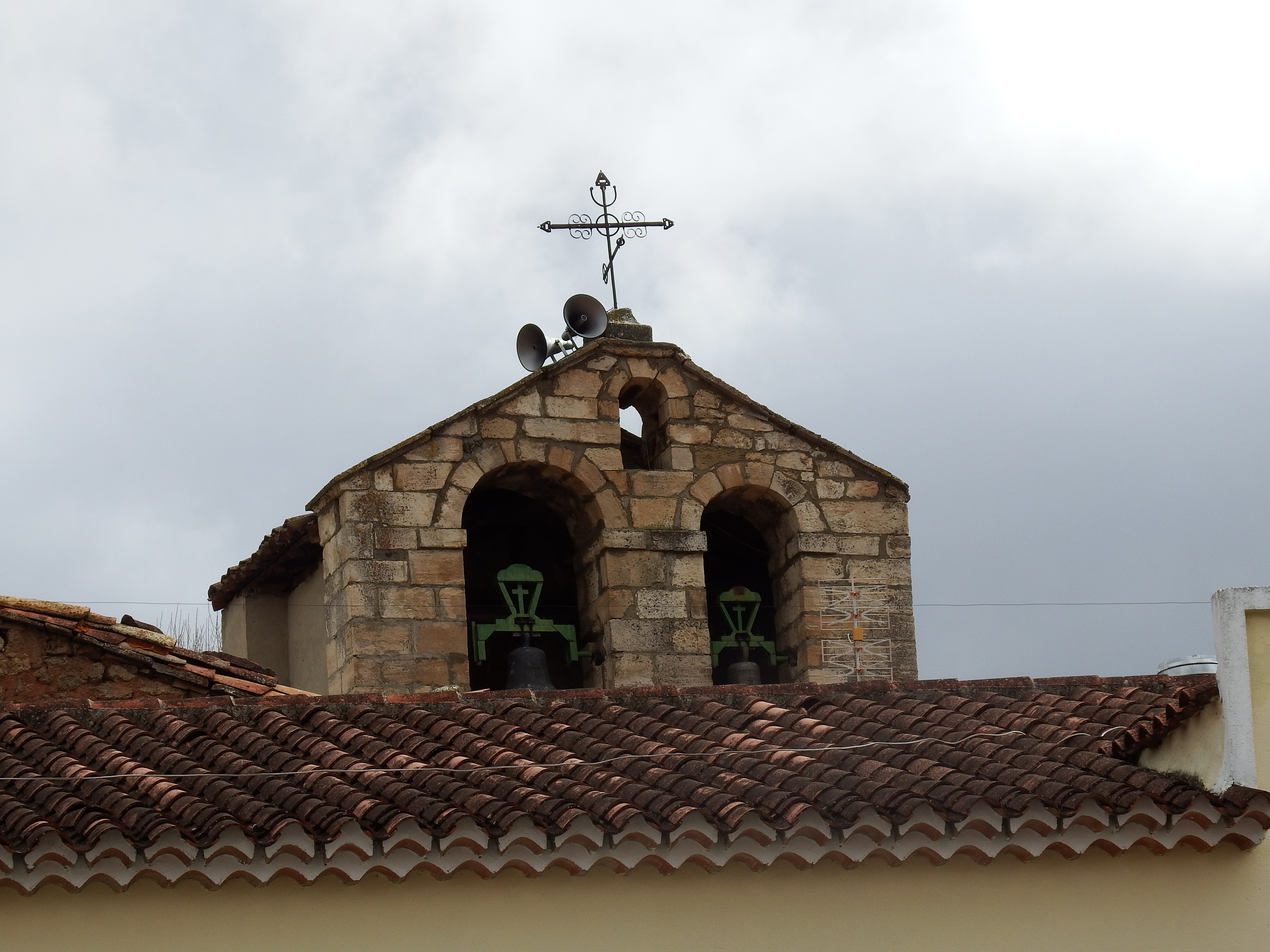
Kreuzkirche
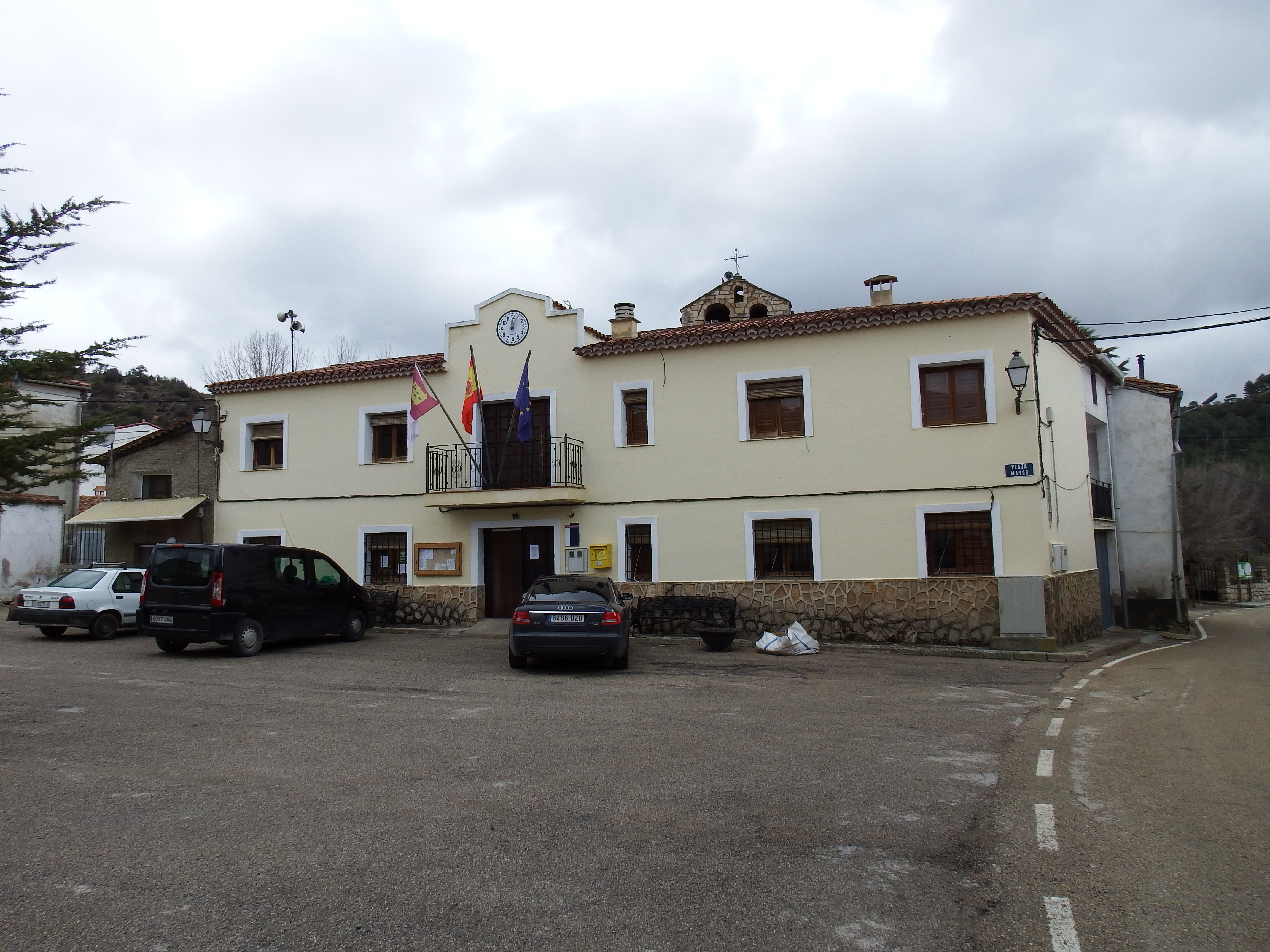
Rathaus

- Kreuzkirche
- Rathaus